# Groeve Lemmekenskoel

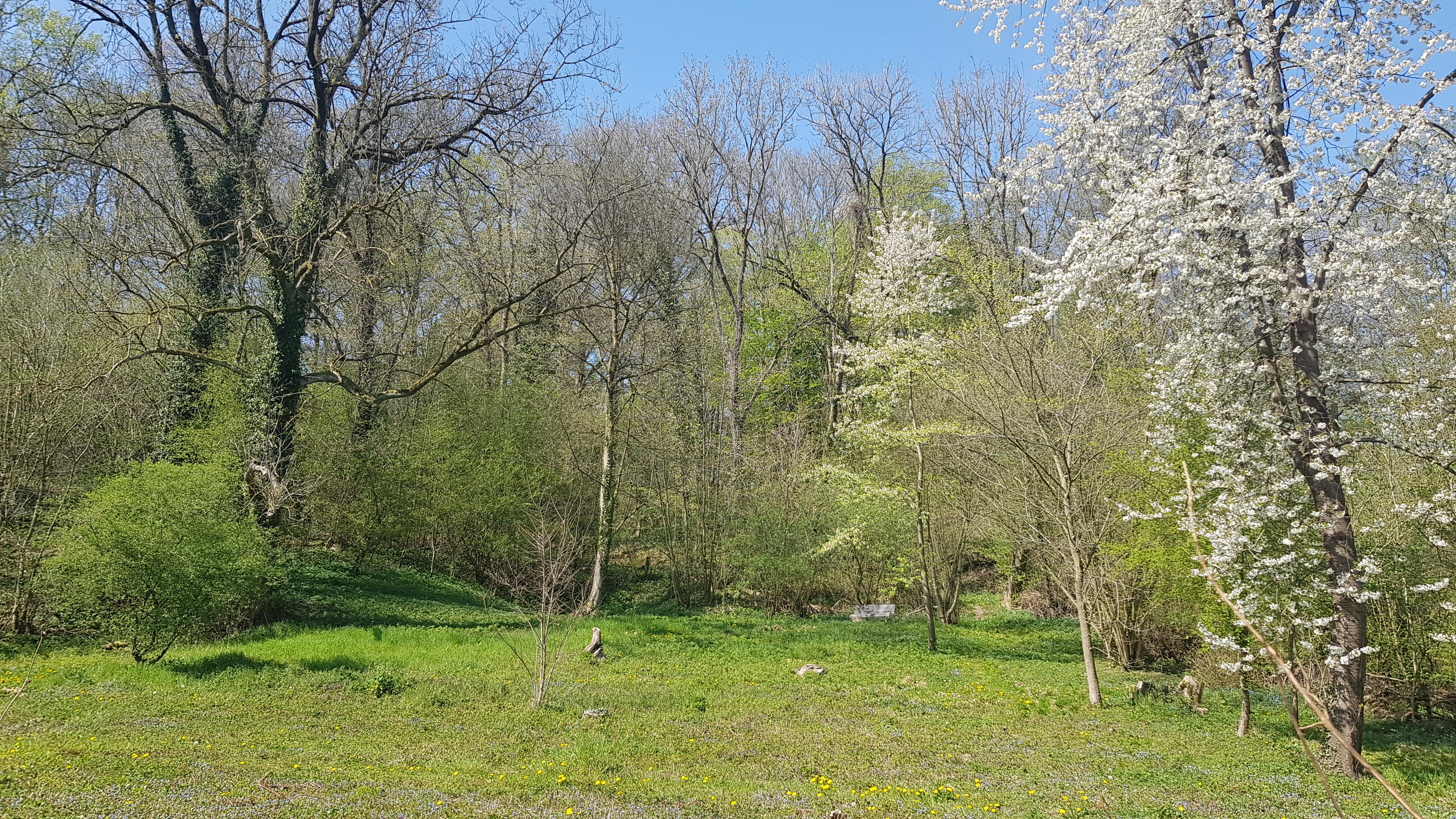
Groeve Lemmekenskoel

De Groeve Lemmekenskoel of Groeve Lemmekeskoel is een Limburgse mergelgroeve in de Nederlandse gemeente Valkenburg aan de Geul in Zuid-Limburg. De ondergrondse groeve ligt ten zuiden van Valkenburg in een hellingbos aan de Sibbergrubbe op de noordoostelijke rand van het Plateau van Margraten in de overgang naar het Geuldal. Ter plaatse duikt het plateau een aantal meter steil naar beneden.
Op respectievelijk ongeveer 200, 350 en 370 meter naar het noorden liggen de Groeve achter Lemmekenskoel, het Beckersbergske en de Groeve naast Beckersbergske, op ongeveer 235 meter naar het noordoosten ligt de Vallenberggroeve, aan de overzijde van de Sibbergrubbe liggen de Groeve het Kornelsbergske en Groeve het Paulusbergske, op ongeveer 150 meter naar het zuidoosten ligt de Groeve het Nullelokske en op ongeveer 270 meter naar het zuidwesten ligt de Fleschenberggroeve.

## Geschiedenis
Van de late middeleeuwen tot in de 19e eeuw werd de groeve door blokbrekers ontgonnen voor de winning van kalksteen.

## Legende
De groeve is bekend om haar legende rond de schaapsherder. Als ooit eens een herder in de groeve gaat schuilen, stort de groeve in en zijn de schapen die buiten lopen opeens zonder herder. In de groeve zouden er verschillende botten liggen.

## Groeve
De Groeve Lemmekenskoel heeft een ingestort ingangsgedeelte en wordt gekenmerkt door aardpijpen. De groeve heeft een afmeting van 90 bij 90 meter. De totale oppervlakte van de groeve bedraagt 7190 vierkante meter met een ganglengte van ongeveer 878 meter.